# Шор, Давид Соломонович
Дави́д Соломо́нович Шор (15 января 1867, Симферополь — 1 июня 1942, Тель-Авив, Подмандатная Палестина) — российский и палестинский пианист, педагог, музыкально-общественный деятель, деятель сионистского движения, правозащитник. Основатель и участник Московского трио.

## Учёба
Родился в Симферополе, в еврейской семье. Родители: педагог и общественный деятель Соломон Шор и Дина Дукат. Учился музыке дома, затем — в Петербургской консерватории в 1880—1885 годах у К. Фан-Арка и В. Сафонова. В 1885 году перевёлся в Московскую консерваторию, которую окончил в 1889 году. Предложение остаться в консерватории в качестве преподавателя Шор отклонил, так как это предполагало крещение. Преподавал игру на фортепиано в Елизаветинском институте в Москве. В 1895 году был среди участников первого Рубинштейновского конкурса.

## Московское трио
В 1892 году вместе со скрипачом Давидом Крейном и виолончелистом Модестом Альтшулером (с 1896 года вместо Альтшулера партию виолончели играл Рудольф Эрлих) Шор основал «Московское трио» (также известно как «трио Шора»), которое стало известным за пределами России. В 1907 году Шор вышел из состава трио (в это время его заменял А. Б. Гольденвейзер), но позже вернулся в его состав, в котором оставался до распада коллектива в 1924 году.

## Музыкально-общественная и педагогическая деятельность
С 1889 года Шор занимался активной преподавательской и концертной деятельностью, выступал в различных городах России. Одновременно он принимал участие в квартетных собраниях Русского музыкального общества в Москве и Петербурге и преподавал в Московском Елизаветинском институте. В начале 1890-х годов Шор с братом Александром открыли частную музыкальную школу в Москве. В 1911 году при содействии Леонида Собинова Шор с сыном Евсеем основали Институт музыкального образования имени Бетховена (Бетховенская студия).
До революции Д. Шор также занимался частным преподаванием в Москве (среди его учеников В. А. Судейкина) и читал в педагогическом обществе Московского университета, на родине в Симферополе и других городах лекции по музыкальной истории. В 1918—1925 годах он был преподавателем (с 1919 года профессор) Московской консерватории по классам камерного ансамбля и фортепиано.

## В сионистском движении
В 1908 году вместе с Иваном Буниным Шор побывал на земле Израильской, после чего стал активистом сионистского движения в России. После начала массовых арестов сионистов советскими властями в 1922 году Шор использовал свои связи в высших сферах советско-партийной номенклатуры и добился при помощи Л. Каменева замены тюрьмы и ссылки для арестованных сионистских деятелей высылкой за границу «без права возвращения в Советский Союз» и лишением гражданства. В общей сложности такая мера была применена до начала 1930-х годов примерно к двум тысячам советских сионистов. Позже российские евреи, жизнь которым спасла инициатива Шора, посадили в его честь рощу в Бен-Шемене.
В мае 1925 года Шор и ещё один сионистский деятель, Ицхак Рабинович, направили исполняющему обязанности председателя ВЦИК, П. Смидовичу (по совместительству председателю КомЗЕТа), а также председателю Совнаркома А. Рыкову меморандум. В меморандуме предлагалось прекратить антисионистские репрессии, освободить ранее арестованных сионистов, разрешить эмиграцию в Палестину и разрешить советским евреям изучение иврита как языка национального меньшинства. В июне Рыков встретился с Шором и Рабиновичем, которые затем участвовали во встрече с руководством ВЦИКа и ГПУ. Идеи, изложенные в меморандуме, были в итоге отвергнуты властями.

## В Палестине
В 1925 году Шор уехал в Палестину, но в 1926 году вернулся в Москву. В 1927 году окончательно поселился в Тель-Авиве, давая концерты и лекции в разных населённых пунктах страны и занимаясь преподаванием музыки. В 1934 году Шор и его сын Евсей (Йехошуа) организовали Управление музыкального образования Тель-Авива, а в 1936 году — Институт музыкального просвещения и образования в Холоне. Скончался 1 июня 1942 года.

## Семья[7]
- Жена — Рахиль Калмановна Шор.
  - Дочь — Ева Давидовна Шор (Евгения; 1890, Москва — 1940), в 1913—1922 годах была замужем за поэтом Вадимом Шершеневичем. Совместная дочь — Ирина. После эмиграции проживали в Бельгии.
  - Дочь — Мария Давидовна Шор. Единственная из детей, которая не последовала за отцом в Палестину и осталась в Москве.
  - Сын — Евсей Давидович Шор[8] (в Палестине — Иехошуа Шор[3]; 1891, Москва — 1974, Холон, Израиль) — журналист, педагог, музыкальный деятель. В 1910 году окончил гимназию, в то же время обучался игре на фортепиано у отца. В 1911—1918 годах работал в Институте имени Бетховена (с 1917 года — профессор). С 1922 года — за рубежом, некоторое время жил во Франции, Италии, затем в Палестине.  Занимался активной публицистической и общественно-музыкальной деятельностью.
- Племянница (дочь пианиста, преподавателя Московской консерватории Александра Соломоновича Шора, 1864—1939) — Ольга Александровна Шор (псевдоним Дешарт; 1894—1978), известна как секретарь поэта Вячеслава Иванова, хранительница его литературного наследия и основной редактор полного собрания его сочинений.
- Двоюродный брат — пианист Александр Германович Шор (1876—1942).

## Книги
- Д. С. Шор. Воспоминания. Подготовка текста — Юлия Матвеева. Иерусалим: Гешарим; М.: Мосты культуры, 2001[9].